# ابراهیم منذر
ابراهیم مُنذِر (۷ ژوئیه ۱۸۷۵ – ۲۵ اوت ۱۹۵۰) (نسب: ابراهیم بن میخائیل بن منذر بن کمال ابی‌راجح) نویسنده، ادیب و زبان‌شناس لبنانی و از اعضای فرهنگستان زبان عربی بود. در روستای محیدثة در شهرستان راشیا زاده شد. نسبش به خاندان معلوف‌های غسانی است. مدرسه‌ای در سال ۱۹۱۰م در بکفیا ساخت که پنج سال پویا بود. به تدریس زبان عربی پرداخت. سپس در رشتهٔ حقوق تحصیل کرد و ریاست بعضی دادگاه‌ها را گرفت. نمایندهٔ بیروت در مجلس لبنان در سال ۱۹۲۲ برگزیده شد و بیست سال در این سمت بود. او همچنین به روزنامه‌نگاری پرداخت. مقالات بسیاری چاپ کرد. کتاب المنذر در نقد برخی اشتباهات نویسندگان، حدیثِ نماینده، دنیا و مافیها، دیوان از آثار اوست.